# Publiek-private samenwerking
Publiek-private Samenwerking (PPS) is een samenwerkingsvorm tussen een overheid en een of meer private ondernemingen.
In tegenstelling tot de openbare aanbesteding van de overheidsbestedingen, waarbij de aanbestedende overheid de uitvoering gedetailleerd vastlegt in een bestek en/of Programma van Eisen (PvE), bemoeit de overheid zich bij Pps-constructies niet met de inhoud en stuurt volledig op het gewenste einddoel. Zo hebben de marktpartijen alle vrijheid om naar eigen inzicht de uitvoering vorm te geven. Overheden willen zo gebruikmaken van de denk- en innovatiekracht van de markt.
De marktpartij wordt voor een lange periode gecontracteerd om niet alleen te ontwerpen, te bouwen en/of te beheren, maar vaak ook om het project te financieren.

## Contract
Een PPS gebeurt via een bepaalde contractvorm; dat omvat dan meestal ontwerp, bouw, financiering, onderhoud en exploitatie van het te realiseren object. Genoemde componenten zijn de verantwoordelijkheid van de projectbeheerder, die ze weer kan delegeren aan haar subcontracten. Hiermee worden verantwoordelijkheden overgedragen aan marktpartijen met bedoeling dat meerwaarde wordt gerealiseerd. De overheid ziet hierin een manier om projecten van een bepaalde kwaliteit te realiseren tegen een lagere prijs of van betere kwaliteit tegen een gelijke prijs. Bovendien kunnen projecten door deze werkwijze sneller worden opgeleverd. Risico's die samenhangen met overdracht tussen ontwerp, bouw en onderhoud worden volledig bij de marktpartij neergelegd en door één aanbesteding voor al deze onderdelen worden ook de transactiekosten lager.

## Voorbeelden van Pps-constructies
- Ontwerp, bouw en onderhoud van de HSL-Zuid voor een periode van 30 jaar door Infraspeed en een exploitatie voor een periode van 15 jaar door High Speed Alliance.
- De nieuwe Kromhout Kazerne in Utrecht.
- Ontwikkeling en realisatie van het project Sijtwende de integrale aanleg van de N14 tussen de A4 en de A44 inclusief de realisatie van 700 woningen een ondergronds HOV verbinding inclusief ondergrondse halte, een stadspark van 6 ha, 6.000 m² kantoren en een brandweerkazerne en kruisende tramtunnel en fietstunnel.
- Uitvoering van het Diabolo-project in Vlaanderen. De aanleg van deze tijdsbesparende treinverbinding tussen Antwerpen en Zaventem als gevolg van een samenwerking tussen  Infrabel, Northern Diabolo nv, Babcock & Brown en HSH Nordbank AG. Jaren later, begin 2024, kwam er kritiek op het contract waarmee het Diaboloproject was gebouwd. Door de continu stijgende prijzen, steeg de kostprijs van de verbinding tot bijna een half miljard euro. Er was kritiek op het dure contract, de vertrouwelijkheidsclausules, en de onmogelijkheid om uit het contract te stappen[1].

- Inhaalbeweging in scholenbouw van de Vlaamse Overheid met het programma Scholen van Morgen voor de bouw en het onderhoud van 165 scholen in Vlaanderen. Dit initiatief is een samenwerking tussen de Vlaamse Overheid en AG Real Estate en BNP Paribas Fortis als private partners.
- Afwerking van de A11 (België), tussen Brugge en Westkapelle.
- Steeds meer openbare zwembaden worden onder een Pps-constructie uitgebaat,[2] zoals in Oudenaarde waar het stedelijk zwembad door het privaat bedrijf Sportoase NV wordt gerund.